# Indoseges
Genre
Indoseges est un genre d'araignées aranéomorphes de la famille des Segestriidae.

## Distribution
Les espèces de ce genre sont endémiques d'Inde.

## Liste des espèces
Selon World Spider Catalog (version 22.0, 21/04/2021) :
- Indoseges chilika Siliwal, Das, Choudhury & Giroti, 2021
- Indoseges malkangiri Choudhury, Siliwal, Das & Giroti, 2021
- Indoseges narayani Choudhury, Siliwal, Das & Giroti, 2021
- Indoseges satkosia Das, Siliwal, Choudhury & Giroti, 2021
- Indoseges sushildutta Siliwal, Das, Choudhury, & Giroti, 2021

## Publication originale
- Choudhury, Siliwal, Das & Giroti, 2021 : « Description of a new genus and five new species of tube-dwelling spider family Segestriidae (Araneae: Synspermiata) from Odisha, India. » Zootaxa, no 4963(1), p. 91-114.